# Реем Фрейна
Реем Омар Фрейна, більш відома як Рем Фрейна — палестинська феміністка, що відстоює права маргіналізованих жінок та дітей у секторі Газа, очільниця палестинської Асоціації захисту дітей та жінок Айша.

## Життєпис
Фрейна також є виконавчою директоркою Асоціації захисту дітей та жінок Айша, незалежної палестинської жіночої організації, яка працює над досягненням гендерної інтеграції шляхом економічного розширення можливостей та психосоціальної підтримки маргіналізованих груп в секторі Газа з акцентом на місто Газа та Північну область.
Ще у студентські роки Реем Фрейна почала працювати координаторкою програми Асоціації захисту дітей та жінок Айша. Разом з колегами вона підготувала дану організацію у 2009 році до отримання статусу самостійної установи.
Під час навчання в університеті, де здобула магістерський ступінь з психології у 2011 році, Реем Фрейна обійняла посаду виконавчої директорки AISHA. Вона виконує свої повноваження у процесі викладацької і просвітницької діяльності та надання різноманітних послуг найбільш маргіналізованим жінкам та дітям, які страждають у секторі Газа.